# Hyphydrus quadriguttatus
Hyphydrus quadriguttatus är en skalbaggsart som beskrevs av Guignot 1956. Hyphydrus quadriguttatus ingår i släktet Hyphydrus och familjen dykare. Inga underarter finns listade i Catalogue of Life.